# ベニバナイチゴ
ベニバナイチゴ（紅花苺、学名：Rubus vernus Focke）は、バラ科キイチゴ属に分類される落葉低木の1種。

## 特徴
茎は高さ1-1.5mになり、全体に刺がない。葉は軟毛がある柄をもって茎に互生する。葉は3枚の小葉からなる複葉であるが、茎の下部の葉は単葉で3裂する場合がある。頂小葉はひし状広倒卵形で、長さ幅ともに3-7cm、側小葉は卵形になり、縁は重鋸歯になる。葉の両面と葉裏の脈腋に毛がある。
花期は6月-7月。枝先に径2-3cmで濃紅色の5弁花を1個付け、長さ3-6cmの小花柄の先に付いて下に傾いて咲く。花後、果実は球形または円錐形になって黄紅色に熟す。

## 分布と生育環境
日本特産で、北海道西南部、本州中北部に分布し、亜高山帯から高山帯に生育する。

## ギャラリー
- 花弁の長さは15-20mm。
- 果実は食用可。